# Lars Boom
Lars Anthonius Johannes Boom (ur. 30 grudnia 1985 w Vlijmen) – holenderski kolarz przełajowy i szosowy, mistrz świata w konkurencji elite (2008), mistrz świata juniorów (2003), dwukrotny mistrz świata juniorów U23 (2007), szosowy mistrz świata w jeździe na czas do lat 23 (U23) ze Stuttgartu (2007), wielokrotny mistrz Holandii. Zawodnik profesjonalnej grupy Team LottoNL-Jumbo.

## Najważniejsze osiągnięcia

### kolarstwo przełajowe
2007
- 1. miejsce w mistrzostwach świata (do lat 23)

2008
- 1. miejsce w mistrzostwach świata (elite)
- 1. miejsce w mistrzostwach Holandii (elite)

2009
- 1. miejsce w mistrzostwach Holandii (elite)

2010
- 1. miejsce w mistrzostwach Holandii (elite)

2011
- 1. miejsce w mistrzostwach Holandii (elite)

2012
- 1. miejsce w mistrzostwach Holandii (elite)

### kolarstwo szosowe
2005
- 1. miejsce na 2. etapie Tour de la Somme

2007
- 1. miejsce w mistrzostwach świata (do lat 23, jazda ind. na czas)
- 1. miejsce na prologu Olympia’s Tour
- 1. miejsce na prologu Tour de Normandie
- 1. miejsce w Tour de Bretagne Cycliste
  - 1. miejsce na prologu

2008
- 1. miejsce w mistrzostwach Holandii (start wspólny)
- 1. miejsce w mistrzostwach Holandii (jazda ind. na czas)
- 1. miejsce na 3. i 6. etapie Tour de Bretagne Cycliste
- 1. miejsce w Volta a Lleida
  - 1. miejsce na 8. etapie
- 1. miejsce na 1., 5a i 7. etapie Circuito Montañés
- 1. miejsce w Olympia’s Tour
  - 1. miejsce na 7. i 8. etapie
- 1. miejsce na 4. etapie Vuelta Ciclista a León

2009
- 1. miejsce w Tour de Belgique
- 1. miejsce na 15. etapie Vuelta a España

2010
- 1. miejsce na prologu Paryż-Nicea
- 1. miejsce w Grote Prijs Jef Scherens
- 6. miejsce w Eneco Tour

2011
- 1. miejsce w prologu Critérium du Dauphiné
- 1. miejsce w Tour of Britain
  - 1. miejsce na 3. i 6. etapie
- 1. miejsce w Tour of Qatar

2012
- 1. miejsce w Eneco Tour
- 2. miejsce w mistrzostwach Holandii (start wspólny)
- 2. miejsce w mistrzostwach Holandii (jazda ind. na czas)
- 2. miejsce w Ster ZLM Toer
  - 1. miejsce na 3. etapie
- 5. miejsce w mistrzostwach świata (start wspólny)
- 6. miejsce w Paryż-Roubaix

2013
- 1. miejsce na 2. etapie Tour Méditerranéen
- 2. miejsce w Tour du Haut Var
  - 1. miejsce na 2. etapie
- 1. miejsce w Ster ZLM Toer
  - 1. miejsce na 3. etapie

2014
- 1. miejsce na 5. etapie Tour de France
- 2. miejsce w Eneco Tour

2015
- 6. miejsce w Ronde van Vlaanderen
- 4. miejsce w Paryż-Roubaix
- 1. miejsce na 5. etapie BinckBank Tour

2017
- 1. miejsce w Tour of Britain
  - 1. miejsce na 5. etapie (ITT)